# 더블유에스엔터테인먼트
더블유에스엔터테인먼트는 대한민국의 연예 기획사다.

## 현재 소속 연예인
- 송창의
- 양진성
- 송영규
- 이정화
- 강영석
- 김채은
- 김도윤

## 과거 소속 연예인
- 백지영 - 뮤직웍스로 이적
- 원티드 (김재석,하동균,전상환) - 활동 중단
- 비바소울 (Jood,D'low,Samuel) - 활동 중단
- 길구봉구 (길구,봉구) - 뮤직웍스로 이적
- 리사 - 알앤디웍스로 이적
- 유리 - 활동 중단
- 수호 - 활동 중단
- 손가영 - 무소속
- 이엘리야 - FNC 엔터테인먼트로 이적
- 김준아 - 활동 중단
- 김응석 - ES 엔터테인먼트 대표이사, 연예인야구협회 회장, 서울액터스튜디오 원장
- 채동하 - 2011년 5월에 사망
- 문지후 - 어썸이엔티로 이적